# Linia kolejowa Chocisław – Brześć
Linia kolejowa Chocisław – Brześć – linia kolejowa na Białorusi łącząca stację Chocisław (przejście graniczne z Ukrainą) ze stacją linii Moskwa - Mińsk - Brześć Brześć Centralny.
Powstała w XIX w. jako część Kolei Kijowsko-Brzeskiej. Przed II wojną światową położona była w Polsce.
Znajduje się w obwodzie brzeskim. Na całej długości jest jednotorowa i niezelektryfikowana.